# Județ de Bihor
Ne doit pas être confondu avec l'état indien du Bihar.
Bihor (en roumain : județul Bihor et en hongrois : Bihar megye) est un județ roumain situé dans l'ouest du pays, à la frontière avec la Hongrie, dans la région historique de la Crișana.
Le județ de Bihor appartient à la région de développement Nord-Ouest et forme l'eurorégion Biharia avec le comitat hongrois voisin de Hajdú-Bihar.
Son chef-lieu est la ville d'Oradea.

## Toponymie et héraldique
La toponymie, très discutée, peut remonter au mot indo-européen bihâra signifiant « demeure » (qui daterait des Agathyrses antiques), à la tribu dace des Burii ou aux mot slaves buhat signifiant « protubérant » (peut-être en référence au massif du Bihor), vihor signifiant « gonflé, tumultueux » (peut-être par référence au régime hydrologique des rivières Criș, lors de la débâcle) ou bien biela hora signifiant « montagne blanche » ; le proto-roumain buăr signifiant « aurochs » a aussi été invoqué.
| Blason de Județ de Bihor | Blason  | Inconnu.                                                                                       |
| Blason de Județ de Bihor | Détails | Blason du județ pendant l'Entre-Deux-Guerres. Le statut officiel du blason reste à déterminer. |

| Blason de Județ de Bihor | Blason  | Inconnu.                                                                                        |
| Blason de Județ de Bihor | Détails | Blason du județ pendant la période communiste. Le statut officiel du blason reste à déterminer. |

| Blason de Județ de Bihor | Blason  | Inconnu.                                                                      |
| Blason de Județ de Bihor | Détails | Blason du județ depuis 1990. Le statut officiel du blason reste à déterminer. |

## Géographie
Le județ de Bihor a une superficie de 7 544 km2, ce qui représente 3,16 % du territoire roumain.

### Limites
Le județ est limitrophe avec la Hongrie à l'ouest sur un peu plus de 100 km. Il est bordé au nord par le județ de Satu Mare, à l'est par ceux de Sălaj et Cluj, au sud-est par le județ d'Alba et au sud par le județ d'Arad.

### Relief
Le județ de Bihor possède un relief varié allant des Carpates occidentales roumaines à l'est à la plaine de Pannonie à l'ouest.
Les monts Apucènes (culminant à 1 879 m d'altitude au mont Bătrâna) bordent le județ à l'est et servent de limite avec les județe de Cluj et Alba. Les monts Șes (ou Plopiș), au nord, culminant à 917 m d'altitude au mont Măg Mare, le séparent du județ de Sălaj. Les monts Codru Moma au sud-est (culminant à 1 068 m au mont Izoiu) forment la limite avec le județ d'Arad.
On trouve les monts Pădurea Craiului, qui culminent au mont Hordingușa à 1 026 m d'altitude, au centre du județ, entre la dépression de la Barcău au nord et celle de Beiuș au sud.
À l'ouest, diverses plaines se succèdent, s'abaissant progressivement vers l'ouest : les plaines du Ier (Campia Ierului), de la Barcău (Campia Barcăulul), des rivières Criș (Campia Crișurilor) et de Salonta (Campia Salontei).

### Hydrographie
Le județ est parcouru par les « quatre Criș », affluents de la Tisza qui fait partie du système hydrologique du Danube. Elles s'écoulent toutes dans la direction nord-est/sud-ouest (du nord au sud) :
- le Ieru ;
- la Barcău ;
- le Crișul Repede (Criș rapide) ;
- le Crișul Negru (Criș noire).

### Climat
Le climat du județ est de type continental modéré adouci par les influences maritimes. La température moyenne annuelle varie de +6 °C à +10,5 °C la moyenne des précipitations annuelles varie de 500 mm dans les plaines à 1 200 mm dans les montagnes.

## Histoire
| \| Debrecen Oradea Carei Zalău Gyula Hajdú-Bihar Județ de Bihor Județ de Cluj Județ d'Arad Békés \| Le comitat de Bihar (limites de 1867 à 1918, en rose) dans la Hongrie et Roumanie contemporaines. |
| Debrecen Oradea Carei Zalău Gyula Hajdú-Bihar Județ de Bihor Județ de Cluj Județ d'Arad Békés |

Les premières traces d'occupation humaine remontent à l'époque paléolithique dans la région de Săcueni et Valea lui Mihai. On a aussi découvert des objets datant de l'âge du bronze dans les mêmes zones.
Le județ de Bihor a appartenu au royaume hongrois médiéval jusqu'au début du XVIe siècle, puis à la principauté de Transylvanie jusqu'à ce que celle-ci devienne au XVIIIe siècle un grand-duché appartenant à l'empire autrichien, au sein duquel le Bihor fut rattaché au royaume de Hongrie habsbourgeois (1718-1918).
Le județ de Bihor a été très affecté par les invasions tatares du XIIIe et ottomanes des XVIe et XVIIe siècles, ainsi que par les guerres austro-turques des XVIIe et XVIIIe siècles pendant lesquelles de nombreux villages furent détruits. Ce n'est qu'à partir de 1699 avec la domination des Habsbourg que villes et villages purent de nouveau se développer.
Après 1867 et le compromis entre l'Autriche et la Hongrie, le comitat de Bihar est créé dans des dimensions plus grandes que les actuelles dimensions du județ de Bihor.
En 1918, la région devient roumaine, ce qui sera confirmé en 1920 par le traité de Trianon. Le județ de Bihor a alors une superficie de 7 467 km2 et se compose d'une municipalité : le chef-lieu Oradea), de deux villes (Salonta et Beiuș), et de douze arrondissements (plăși : Aleșd, Beiuș, Beliu qui est aujourd'hui dans le județ d'Arad, Ceica, Centrală, Marghita, Săcueni, Sălard, Salonta, Tileagd, Tinca et Vașcău). En 1930 il compte 510 338 habitants dont 408 061 vivent en milieu rural (roumains à 82 %) et 102 277 en milieu urbain (hongrois à 54,8 %, Roumains à 26,4 % et Juifs à 15,4 %).
De 1940 à 1944, à la suite du deuxième arbitrage de Vienne, la partie nord du județ (y compris Oradea) est annexée par la Hongrie, période pendant laquelle la communauté juive est presque entièrement exterminée (dont Éva Heyman). Les parties sud et sud-est restent sous la souveraineté roumaine, les autorités s'installant alors à Beiuș, qui fait office de préfecture jusqu'à la fin de la guerre. En septembre 1944, les armées roumaines et soviétiques reprennent l'ensemble du județ qui réintègre la Roumanie, ce qui sera confirmé par la Paix de Paris en 1947.
Pendant la période communiste, le județ de Bihor fait pendant quelques années partie de la région d'Oradea, appelée ensuite Crișana, et il est partagé, sur le modèle soviétique, en onze raions. En 1968, lors de la réorganisation administrative du pays, les județe sont recréés. Quelques communes rejoignent alors le județ d'Arad et la zone de Valea lui Mihai lui est adjointe.

## Politique
| Parti | Parti                                      | Sièges |
| ----- | ------------------------------------------ | ------ |
|       | Parti national libéral (PNL)               | 22     |
|       | Union démocrate magyare de Roumanie (UDMR) | 6      |
|       | Parti social-démocrate (PSD)               | 6      |

## Liste des municipalités, villes et communes rurales

### Municipalités
- Oradea (196 367)
- Beiuș (10 667)
- Marghita (15 770)
- Salonta (17 735)

### Villes
- Aleșd (10 066)
- Nucet (2 165)
- Săcueni (11 526)
- Ștei (anciennement Dr. Petru Groza) (6 529)
- Valea lui Mihai (9 902)
- Vașcău (2 315)

### Communes
- Abram
- Abrămuț
- Aștileu
- Aușeu
- Avram Iancu
- Balc
- Batăr
- Biharia
- Boianu Mare
- Borod
- Borș
- Bratca
- Brusturi
- Budureasa
- Buduslău
- Bulz
- Buntești
- Căbești
- Câmpani
- Căpâlna
- Cărpinet
- Cefa
- Ceica
- Cetariu
- Cherechiu
- Chișlaz
- Sâniob
- Ciumeghiu
- Cociuba Mare
- Copăcel
- Criștioru de Jos
- Curățele
- Curtuișeni
- Derna
- Diosig
- Dobrești
- Drăgănești
- Drăgești
- Finiș
- Gepiu
- Girișu de Criș
- Hidișelu de Sus
- Holod
- Husasău de Tinca
- Ineu
- Lăzăreni
- Lazuri de Beiuș
- Lugașu de Jos
- Lunca
- Mădăraș
- Măgești
- Nojorid
- Olcea
- Oșorhei
- Paleu
- Pietroasa
- Pocola
- Pomezeu
- Popești
- Răbăgani
- Remetea
- Rieni
- Roșia
- Roșiori
- Sâmbăta
- Sânmartin
- Sânnicolau Român
- Sântandrei
- Sârbi
- Săcădat
- Sălacea
- Sălard
- Spinuș
- Suplacu de Barcău
- Șimian
- Șinteu
- Șoimi
- Șuncuiuș
- Tărcaia
- Tămășeu
- Tarcea
- Tăuteu
- Tileagd
- Tinca
- Toboliu
- Tulca
- Țețchea
- Uileacu de Beiuș
- Vadu Crișului
- Vârciorog
- Viișoara

## Démographie
| Année | Roumains | Hongrois | Juifs  | Allemands | Slovaques | Roms   |
| ----- | -------- | -------- | ------ | --------- | --------- | ------ |
| 1910  | 50,9 %   | 45,9 %   |        | 0,7 %     | 1,9 %     |        |
| 1930  | 58,5 %   | 32,6 %   | 4,5 %  | 0,5 %     | 2,4 %     | 1,2 %  |
| 1956  | 63,1 %   | 32,9 %   | 0,85 % | 0,15 %    | 1,7 %     | 0,58 % |
| 2011  | 66,8 %   | 25,2 %   |        |           | 1,1 %     | 6,1 %  |

En 2011, la langue maternelle des habitants se répartit ainsi :
- roumain, 376 935 (65,5 %) ;
- hongrois, 144 377 (25,1 %) ;
- romani, 18 526 (3,2 %) ;
- slovaque, 5 818 (1,0 %) ;

### Religions
La composition religieuse du județ, comme sa composition ethnique, s'est profondément modifié au cours du XXe siècle. En 1910, on comptait 43,70 % d'orthodoxes, 26,42 % de réformés, 12,46 % de catholiques romains, 10,81 % de catholiques grecs, 5,68 % de juifs et 0,54 % d'évangéliques.
En 1930, on dénombrait 45,58 % d'orthodoxes, 23,04 % de réformés, 12,16 % de catholiques romains, 11,02 % de catholiques grecs, 5,62 % de juifs et 0,33 % d'évangéliques.
En 2011, la répartition religieuse des différentes communautés du județ était la suivante :
- Orthodoxes, 55,8 % ;
- Réformés, 16,6 % ;
- Catholiques romains, 8,4 % ;
- Pentecôtistes, 6,6 % ;
- Baptistes, 3,8 % ;
- Catholiques grecs, 2,1 % ;
- Adventistes du septième jour, 0,3 %.

## Économie
Le județ de Bihor, situé près de la Hongrie a bénéficié depuis 1989 de nombreux investissements. C'est pourquoi il jouit d'une économie assez florissante, variée, équilibrée entre ses différents secteurs et au taux de chômage particulièrement réduit.

### Ressources naturelles
Le sous-sol recèle des gisements de lignite, bauxite, sables bitumeux, pétrole, argiles, marbres et bentonite. De nombreuses sources d'eau chaude ont permis un développement significatif de la géothermie, l'existence de plusieurs stations thermales et le captage d'eaux minérales.
Les forêts, prairies naturelles, et pâturages sont un autre atout du județ ainsi que les très vastes terres arables.

### Agriculture
Le județ dispose de 483 581 ha de terres agricoles dont les trois quarts sont des terres arables, composées de tchernoziom qui permettent les grandes cultures pour lesquelles le județ est le leader du pays : céréales (surtout blé et maïs), tournesol, betterave à sucre, pomme de terre.
Les élevages bovin, porcin et ovin sont très développés.

### Industrie
De nombreuses industries sont regroupées dans la région d'Oradea : textiles, fourrures, chaussures, confection, industries alimentaires, énergie, construction de machines, bâtiment et matériaux de construction.
La région d'Aleșd possède des unités de production de verre.
L'exploitation minière, des forêts, la métallurgie des métaux non ferreux, l'industrie chimique procurent aussi nombre d'emplois.

## Transports
Du fait de sa situation géographique, la ville d'Oradea est un important nœud routier et ferroviaire.

### Routes
Le județ possède 412 km de routes nationales. Le réseau est construit en étoile à partir d'Oradea. Plusieurs passages frontières permettent de passer en Hongrie, tant routiers que ferroviaires :
- DN1 à Borș
- DJ 797 à Girișu de Criș
- DN79B à Salonta
- DN19D à Săcueni
- DN19C à Șimian

À partir d'Oradea :
- DN19 (route européenne 671) au nord vers Carei et Satu Mare, au sud vers Arad et Timișoara.
- DN1 (route européenne 60) à l'ouest vers Berettyóújfalu et Budapest, à l'est vers Aleșd, Cluj-Napoca et Bucarest.
- DN76 (route européenne 79) au sud-est vers Beiuș, Deva, Craiova et Sibiu.

Autres itinéraires nationaux :
- DN19B Săcueni-Marghita-Șimleu Silvaniei.
- DN19D Săcueni-Debrecen(Hongrie).
- DN71B Salonta-Sarkad-Gyula (Hongrie).
- DN14 Aleșd-Șimleu Silvaniei.

### Autoroutes
L'autoroute A3 Hongrie-Bucarest en construction passera à quelques kilomètres au nord d'Oradea.

### Voies ferrées
Les voies ferrées du réseau des chemins de fer roumains (Căile Ferate Române) les plus importantes sont centrées sur la ville d'Oradea.
Au départ d'Oradea :
- Săcueni-Valea lui Mihai-Satu Mare au nord
- Budapest à l'ouest
- Cheresig au sud-ouest
- Salonta-Arad-Timișoara au sud
- Aleșd-Cluj-Napoca à l'est
- Beiuș-Vașcău-Deva-Bucarest au sud-est

Autres lignes de chemin de fer :
- Salonta-Gyula-Békéscsaba
- Salonta-Tinca-Holod-Dobrești
- Săcueni-Marghita-Șimleu Silvaniei
- Valea lui Mihai-Debrecen

### Aéroports
La ville d'Oradea possède un aéroport international à partir duquel sont assurées des liaisons régulières avec Bucarest, la capitale roumaine (compagnie Tarom).

## Tourisme
Le județ de Bihor compte de nombreux châteaux mais malheureusement souvent peu entretenus voire en ruines, tel le château de Bélavár.
- Liste des châteaux du Județ de Bihor
- Liste des musées du Județ de Bihor
- Villes d'Oradea, Săcueni, Beiuș, Vadu Crișului
- monts Apucènes, nombreuses grottes : Stâna de Vale, Peștera Urșilor, Peștera Vantului, Peștera Meziad
- Pays des Moți (Țara Moților)
- Stations thermales de Băile Felix et Băile 1 mai
- Églises en bois de la vallée du Crișul Repede autour d'Aleșd et de la vallée du Crișul Negru autour de Beiuș et de Ștei.